# Manajló András
Manajló András (Ungvár, 1970. január 14. –) festőművész, grafikus – az egyetemes ruszin képzőművészet kiemelkedő képviselője. 
A ruszin-magyar alkotó a kárpátaljai Ungváron, egy három nemzedékre visszatekintő festőművész dinasztiába született (1970. január 14.) Nagyapja Manajló Fedor, a Kárpátaljai Képzőművészeti Iskola, a Kárpáti Barbizon egyik alapítója, édesapja Manajló Iván festőművészként és tanárként ugyancsak a kárpátaljai művészvilág ismert alakja volt.

## Tanulmányai
Manajló András gyermekként „családi iskolában” sajátította el a művészpálya szakmai alapjait. Három éven keresztül az Ungvári Iparművészeti Főiskola dekoratív fémkezelési karán tanult. Ezt követően a Lvivi (Lemberg) Művészeti Akadémia batikolt festés, később Poligrafia Akadémiáján grafikai szakon folytatott tanulmányokat. Ezt követően öt éven keresztül fejlesztette a mesterségét a Szentpétervári I. Repin Művészeti Akadémián. Mesterei voltak: Vlagyimir Mogilevcev és Nikoláj Blohin.
1991-ben nősült. Iparművész feleségével együtt tanultak az Ungvári Iparművészeti Főiskolán. 1993-ban költöztek Vácra (Magyarország).

## Munkássága
Művészetére ugyan hatással volt nagyapja, Manajló Fedor és édesapja, Manajló Iván munkássága is, ugyanakkor a szemlélő számára az is nyilvánvaló, hogy őt alapvetően más művészeti problémák foglalkoztatják. Amiben közös vonások felfedezhetők, az az, hogy az ő festészetében is elsősorban az intenzív színek dominálnak – ami egyben a kárpátaljai festőiskola hagyományosan optimista szemléletét is tükrözi. A lembergi iskola hatása a konstruktív tömörségben, a szentpétervári iskoláé az akadémiai precizitásban nyilvánul meg. Manajló András azonban saját útját járva, folyamatosan kísérletezve keresi a saját „hangját”, miközben figyelme elsősorban az egyetemes kortárs művészeti törekvésekre irányul.

### Figurális korszak
Korai művészetében eleinte a figurális ábrázolásmód dominált. A kompozícióinak fókuszában elhelyezkedő, anatómiailag hibátlan nőalakok, mozgásban lévő balett-táncosok, vágtázó, patáikkal port kavaró lovak, városok és színpompás virágcsendéletek a téma eszmei lényegét igyekeznek megragadni, miközben környezetüket – impresszionista módon – szinte csak mellékesen sejteti, a néző képzeletére bízza. A mozgás adott pillanatában ábrázolt idealizált alakok a szépség, a derű, az életöröm abszolút értékeiről mesélnek. E pozitív látásmód, könnyen befogadható ábrázolásmód természetesen találkozott is a közönség ízlésével. Vásznai számos magyarországi és tengerentúli galéria kínálatának állandó részei, számos egyéni és csoportos kiállítás ünnepelt szereplői. 

### Érett művészete – Az „Új irány”
Manajló András negyvenes éveinek végére életművében eljutott egy korszakhatárhoz. 2014-től kezdve egyre több időt tölt észak-amerikai, francia- és az olaszországi tanulmányutakon, illetve ottani műtermekben. Az utazásokon szerzett kulturális és vizuális élmények hatására gyökeresen új művészi problémák kezdték el foglalkoztatni. Felismerte, hogy a pillanat látványának impresszionista szemléletű megragadása immár korlátot jelent a számára. Szenvedélyes kísérletezésbe kezdett, miként is tudná festői eszközökkel, tisztán expresszionista módon ábrázolni az érzelmeket, indulatokat, vágyakat és gondolatokat úgy, hogy az a közönség számára egyértelműen dekódolható legyen anélkül, hogy a valóság formáit kellene keresni bennük.

„Manajló András műveinek fő jellemzője a vitalitás, az energia és erő, ami az alkotó temperamentumának spontán megnyilvánulása. Ez egy olyan dolog, amit egy művész csak felülről kaphat. Egy ajándék, amely mindig megtalálja a lehetőséget, hogy felfedje magát a választott formanyelvtől függetlenül.” – Nikita D. Lobanov-Rostovsky, a londoni "Christie's" és "Sotheby's" aukciós házak tanácsadója, a New York-i Metropolitan Múzeum jótékonysági szövetségének tagja

"...Manajló András művészetében az alakok heves (túlfűtött) ecetvonások nyomán kelnek életre, robbanás szerűen, gyorsan és erőteljesen. Manajló András festményeit így inkább személyesnek mondanám, mint objektívnek; művészetében a tapasztalat és az érzés dagályos, érzelgős ecsetvonásokból szivárog elő, de paradox módon kivételesen festői könnyedségre tesz szert határozott, fegyelmezett technikájának köszönhetően. Kreatív belső kényszer diktálja a ruszin művész festményeinek ritmusát; egy olyan ritmust, mely egyre erőteljesebben sürgetővé és lebilincselőbbé (megnyerőbbé) válik; egy olyan ritmust, mely az érzések dinamikus forgatagát idézi elő, s egy olyan légkört teremt, mely egyezer színes reflexiót lobbant lángra.” – Virginia Bazzechi Ganucci Cancellieri, művészkritikus (Firenze, Olaszország)

## Közéleti tevékenysége
Magyarországon ruszin hazafiként közéleti tevékenységet is vállalt; bekapcsolódott az Országos Ruszin Nemzetiségi Önkormányzat munkájába, amelynek 2007-2010 között az elnöke is volt. E minőségben célja mindvégig az Ukrajnában önálló nemzetiségként el nem ismert, jelentős arányban szórványban élő, így az asszimilációtól fokozottan veszélyeztetett ruszinság identitásának megőrzése volt. 
2007-ben megalapította a Kárpátok Régió a Kultúráért Közhasznú Egyesületet, 2010-ben pedig a Pannon Világ Kulturális és Ismeretterjesztő Központot. Kiadója és szerkesztője volt a ruszin-magyar kétnyelvű, Pannon Világ kulturális folyóiratnak, illetve szerzője volt A Manajló festőfamília helye és szerepe az egyetemes ruszin kultúrában című, 2017-ben megjelent reprezentatív tanulmánykötetnek. 2007-től minden évben nyári alkotótábort szervez Balatonföldváron Földvári Barbizon címmel Kárpát-medencében élő, illetve onnan származó képzőművészek részvételével. Ebben fő támogatója Benza György üzletember és mecénás. 2008-ban létrehozta a Nemzetközi Ruszin Képzőművészeti Gyűjteményt (Budapest, Országos Ruszin Önkormányzat székháza), majd 2009-ben az ősi ruszin fatemplomok mintájára görögkatolikus templomot tervezett Máriapócsra.

## Szakmai tanulmányok
- 2011-2015 – professzionális továbbképzések a Szentpétervári I. Repin Művészeti Akadémia festészeti és rajzképzési karán (Oroszország)
- 1993-1997 – Lviv-i Poligrafiai Akadémia grafikai szak (Ukrajna)
- 1989-1993 – Lviv-i Művészeti Akadémia batikolt festés kar (Ukrajna)
- 1985-1989 – Ungvári Iparművészeti Főiskola dekoratív fémkezelési kar (Ukrajna)

## Fontosabb kiállítások
- 2018:
  - USA, Chicago (IL) – Jótékonysági egyéni kiállítás a Make-A-Wish® Illinois szervezet számára
  - Thornwood Art Gallery, Houston, USA (Texas), – csoportos kiállítás
  - Casanova Art Gallery, Naples, USA, (Florida) – csoportos kiállítás
- 2017:
  - Art and Design of the 20th and 21st Centuries, Boston, USA (Massachusetts), – egyéni kiállítás
  - Bellagio International Gallery, Fort Lauderdale, USA (Florida), – csoportos kiállítás
  - Elena Fine Art Gallery, Laguna Beach, USA (California) – egyéni kiállítás
- 2016:
  - YVE Galéria, New Orleans, USA (Louisiana), – egyéni kiállítás
  - Artexpo New York, New York, USA, – egyéni kiállítás;2015 – Art Rochester, New York, USA; egyéni kiállítás
- 2015:
  - Savor Galéria, Chicago, USA, Illinois – egyéni kiállítás
  - Artexpo New York, New York, USA – egyéni kiállítás
- 2014:
  - World Wide Art, Los Angeles, USA (CA) – csoportos kiállítás
  - Beirut Art Fair, Bejrut, Libanon (az ADAH képviseletében) – csoportos kiállítás
  - Galleria 360, Firenze, Olaszország – csoportos kiállítás
  - New York Art Expo (Pier 94), New York, USA – egyéni kiállítás
  - Rothschild Bank AG, Zürich, Svájc – csoportos kiállítás
- 2013:
  - Objects & Images Fine Art, Bronxville, USA (New York),– csoportos kiállítás
  - Sanghaji Művészeti Vásár 2013, Sanghaj, Kína
  - Battersea, Affordable Art Fair, London, Nagy-Britannia
  - Ukrajna nagykövetsége, Bern, Svájc – egyéni kiállítás
  - Gallerie Art Mathieu, Olten, Svájc – csoportos kiállítás
  - Kalinka Művészeti Galéria, Párizs, Franciaország – csoportos kiállítás
  - Royal Opera Arcade Galéria, London, Nagy-Britannia – egyéni kiállítás
- 2012: Art Hub Galéria (ADAH), Abu Dhabi, Egyesült Arab Emírségek – egyéni kiállítás

## Múzeumi, intézményi és magángyűjtemények
- Magyarországi Ruszinok Közérdekű Muzeális Gyűjteménye (Budapest, Magyarország)
- Art Eastern Europe egyesület muzeális gyűjteménye (Zug, Svájc)
- Zug város képzőművészeti gyűjteménye (Zug, Svájc)
- Vác város képzőművészeti gyűjteménye (Vác, Magyarország)
- Színházművészeti Múzeum (Moszkva, Orosz Föderáció)
- Külgazdasági és Külügyminisztérium (Budapest, Magyarország)
- Pénzügyminisztérium (Budapest, Magyarország)
- Robert Harris Rothschild gyűjteménye (New York, USA)
- Pákh Imre gyűjteménye (New York, USA)
- Benza György és Pfandler Katalin gyűjteménye, (Budapest, Magyarország)
- Ahmed Al Yafei gyűjteménye (Abu Dhabi, Egyesült Arab Emírségek)
- Maita Szrebrodolszki gyűjteménye (New York, USA)
- Alijan Ibragimov gyűjteménye (Zürich, Svájc)

## Díjak és tagságok
- 2018 – Pro Cultura Minoritatum Hungariae díj – Állami kitüntetés a nemzetiségi közművelődés és kultúra területén végzett kimagasló tevékenysége elismeréseként. Adományozta az Emberi Erőforrások Minisztere
- 2014 – Kiemelkedő Hozzájárulásért az Egyetemes Ruszin Kultúrához nemzetközi díj – adományozta a Ruszinok Világtanácsa
- 2013 – Nemzetiségekért Díj – a Magyar Miniszterelnök kitüntetése a „Ruszin Világ” c. folyóirat szerkesztőségi tagjaként a kisebbségi közösségek érdekében kifejtett tevékenységért;
- 2007 – Hodinka Antal Díj – a ruszin kultúra, a hagyományőrzés, az anyanyelv és a görögkatolikus értékek ápolása terén kifejtett tevekénységért. Adományozta az Országos Ruszin Nemzetiségi Önkormányzat
- 2011-2014 között – szakmai zsűrizés a nemzetközi művészeti alkotótáborokban és a kiállításokban résztvevő művészek válogatásában, felkérő: az Országos Ruszin Önkormányzat
- 2014 – szakmai zsűrizés a Nemzetközi Ruszin Biennáléban résztvevő művészek válogatásában, a Ruszin Világtanács (World Council of Rusyns) felkérésére
- Member of World Academy of Carpatho-Rusyn Culture / A Ruszin Kultúra Világakadémiája (Toronto, Kanada);
- Member of the Municipal Art Society of New York /New York-i Művészeti Társaság (New York, USA)
- Member of The Artists' Guild of the Boca Raton Museum of Art / Boca Raton Museum of Art Művészeti Egyesület tagja (Boca Raton, USA)